# محمدحسن دوگانی آغچغلو
محمدحسن دوگانی آغچغلو (زادهٔ ۱۳۳۵ در فسا، درگذشته ۱۴ شهریور ۱۳۹۷)  وی در سال ۱۳۳۵ در بخش ششده و قره بلاغ از توابع فسا متولد گردید.
او ۱۲ سال نمایندهٔ حوزهٔ انتخابیهٔ فسا در دورهٔ هفتم و هشتم و نهم مجلس شورای اسلامی بوده‌است.
سپس به معاونت دانشگاه های پیام نور کل کشور منصوب گردید

## درگذشت
وی در صبح چهارشنبه ۱۳ شهریور ۱۳۹۷ در ۶۲ سالگی در بیمارستان عرفان تهران درگذشت.